# 非洲野犬
非洲野犬（学名：Lycaon pictus），又名三色犬、非洲猎犬、非洲豺犬或杂色狼，是生活在非洲草原、灌木丛以及稀疏林地的一种犬科动物，是非洲野犬属下唯一一种。

## 特征
非洲野犬的毛色与其他犬科动物有比较明显的差别，它们的毛发上带有各种颜色各种式样的色斑，没有两只的色斑是完全相同的，因此可以很容易地通过色斑进行辨别。色斑的颜色一般为黑色、黄色或白色。非洲野犬是唯一前肢没有上爪的犬科动物。
成年非洲野犬体重为17-36千克身材瘦高，站立时肩高75厘米，体长100厘米，尾长30-45厘米。两性的差别并不大，雄性比雌性约大3-7%。南部非洲的非洲野犬通常要比东部和西部的体型要大。
非洲野犬共有42颗牙齿（具体分布为：(i= 3/3; c=1/1; p=4/4; m=2/3)x2），前臼齿比相对比其他犬科动物要大，咬力極強，因此可以磨碎大量的骨头。

## 繁殖
一年的任何时间都可以繁殖，高峰期为雨季的后半期，即每年的三月到六月间。孕期约为10周，每胎产2-19仔，通常为10仔。生殖间歇期为12-14月，如果幼仔全部死亡，则可以缩短为6个月。幼仔一般在其他动物（比如土狼）的巢穴中出生，断奶期为10周。3个月后，小狗就会开始外出活动。8-11个月大就能够自行捕食，12-18个月达到性成熟。

## 习性
非洲野犬是合作狩猎的动物。一般以中等体型的有蹄动物为食，比如高角羚。与其他犬科动物类似，它们一般对猎物会长期跟踪，在追击时速度可以达到45mph。群体中的非洲野犬通过叫声进行定位。在得到猎物后，它们会将其带回巢穴，分给小狗、母狗以及年老病弱的其他同类。另外，牠們與斑點鬣狗是競爭對手的關係，為吃腐肉經常激烈競爭搶食。

## 威胁
由于非洲野犬的领域面积较大，所以随着栖息地的减少和其他大型食肉动物的竞争，非洲野犬的数量不断下降，目前处于濒危状态。目前主要分布在非洲的东部和南部部分地区，在非洲的39个国家只有25个种群，约有3,000只左右。在非洲已经建立起一个非洲野犬的保护区，主要位于津巴布韦西部的皇日国家公园。

## 图片

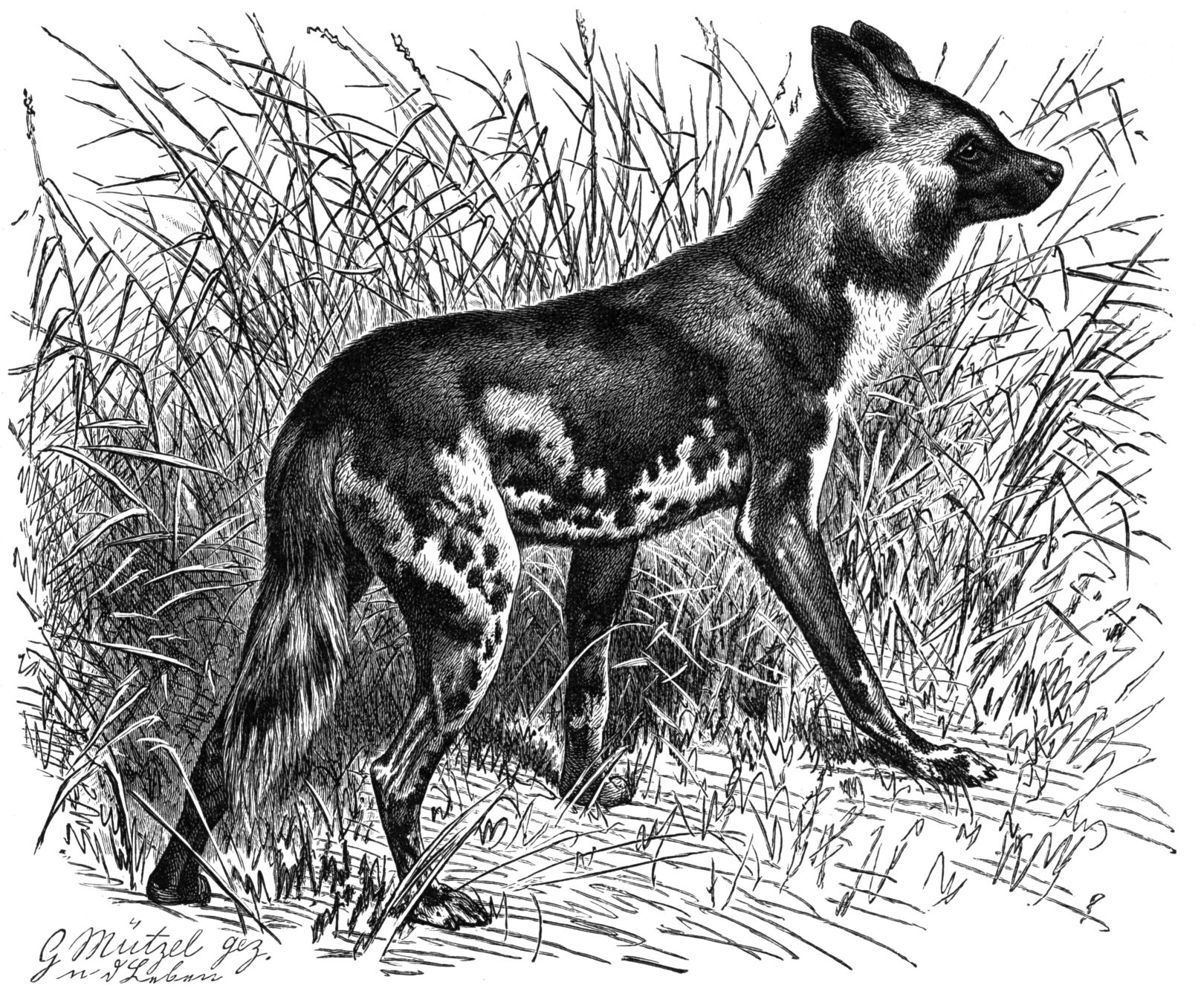
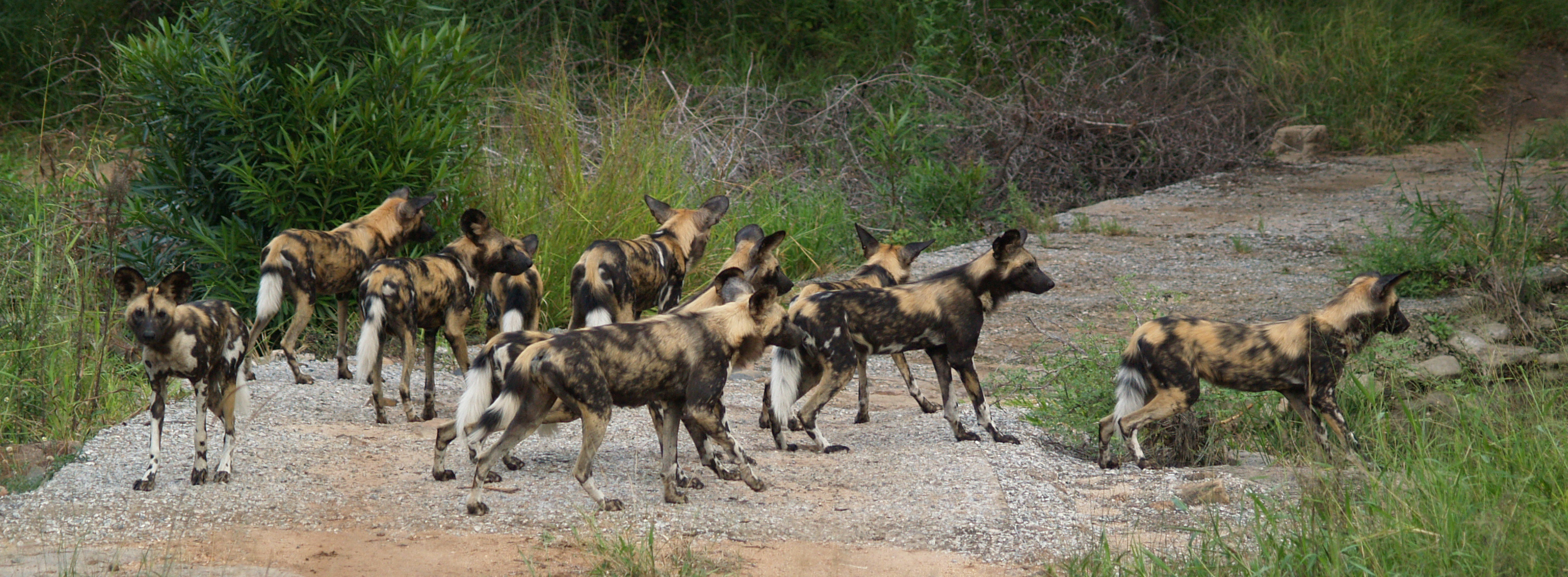
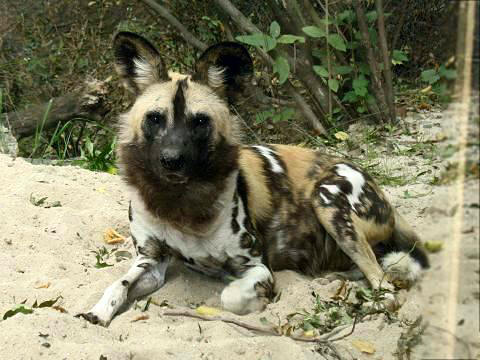

## 另見
- 速度最快的动物列表
- 澳洲野犬
- 豺